# Советкина, Маргарита Митрофановна
Маргари́та Митрофа́новна Сове́ткина (1892—1950) — советская учёная-ботаник, доктор биологических наук.

## Биография
Родилась 24 июня 1892 года в посёлке Верх-Исетского завода Екатеринбургского уезда Пермской губернии (ныне — район Екатеринбурга).
Окончив в 1908 году Екатеринбургскую 1-ю женскую гимназию с золотой медалью, несколько лет преподавала в школе. С 1912 года училась на Высших женских сельскохозяйственных курсах в Петербурге, которые окончила в 1918 году. Затем продолжала обучение в Сельскохозяйственной академии имени И. А. Стебута, окончила её в 1923 году.
С 1922 по 1932 год работала в Институте почвоведения и геоботаники Среднеазиатского государственного университета, занималась научной работой по геоботанике, а также преподавала на биологическом, сельскохозяйственном и инженерно-мелиоративном факультетах. Затем, до 1938 года, — в Среднеазиатском филиале ВНИИ кормов.
В 1940 году получила учёную степень доктора биологических наук, защитив диссертацию «Пастбища и сенокосы Средней Азии». С 1946 года являлась профессором кафедры систематики и географии высших растений биологического факультета САГУ.
М. М. Советкина многократно путешествовала по Средней Азии и Южному Казахстану.
6 февраля 1950 года после продолжительной болезни Маргарита Митрофановна Советкина скончалась.

## Некоторые научные работы
- Аболин Р. И., Советкина М. М. Горные пастбища Талас-Сусамырского района Киргизской АССР. — Л., 1930. — 234 с.
- Аболин Р. И., Коровин Е. П., Советкина М. М. Горные пастбища в Киргизии и их реконструкция. — Л., 1934. — 148 с.
- Советкина М. М. Естественные пастбища для лошадей в Горной Киргизии. — Ташкент, 1934. — 37 с.
- Советкина М. М. Материалы к производительности пастбищ и сенокосов Восточного Памира. — Ташкент, 1936. — 34 с.
- Советкина М. М., Коровин Е. П. Введение в изучение пастбищ и сенокосов Узбекистана. — Ташкент, 1941. — 246 с.

## Виды растений, названные в честь М. М. Советкиной
- Lonicera sovetkinae Tkatsch., 1962
- Pyrethrum sovetkinae Kovalevsk., 1986 [= Richteria sovetkinae (Kovalevsk.) Sennikov, 2011]